# Mikroskop

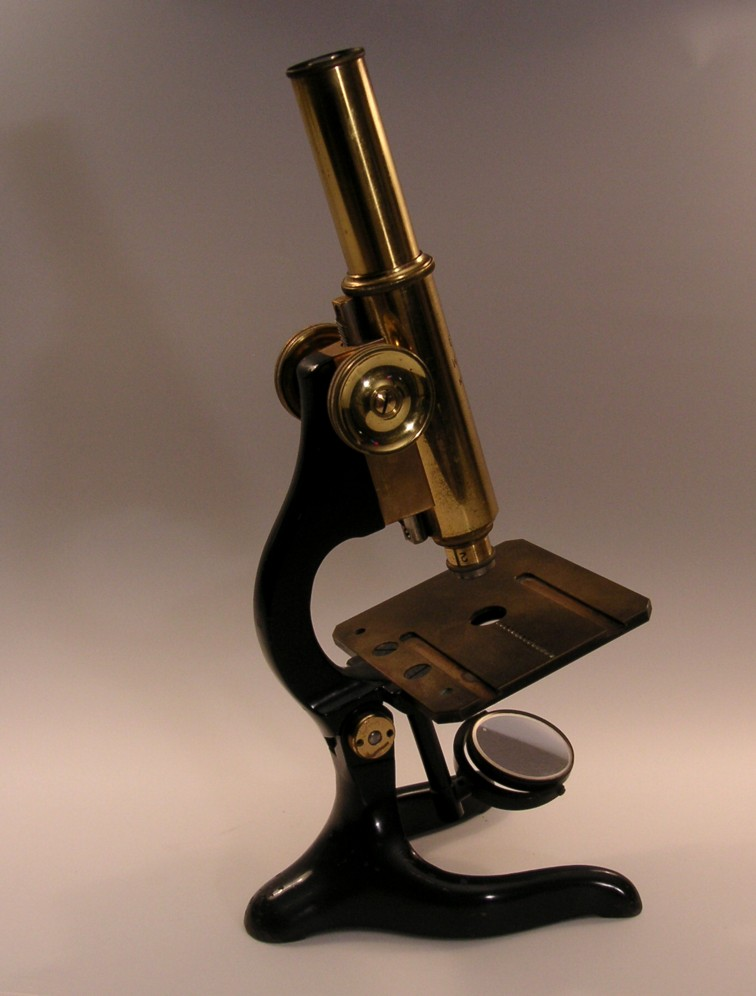
Starý mikroskop

Mikroskop, česky dříve též drobnohled, je optický přístroj pro pozorování objektů, které jsou příliš malé, aby mohly být pozorovány prostým okem. Mikroskopie je věda o zkoumání malých objektů a struktur pomocí mikroskopu. Mikroskopický znamená tak malý, že není vidět. Název je vytvořen ze starořeckých slov μικρός (mikrós) = malý a σκοπέω (skopéō) = dívat se (na co), zkoumat, kontrolovat. Český název drobnohled je prostým překladem.
Pod označením mikroskop je nejčastěji myšlen optický mikroskop, který pro zobrazení využívá světelných paprsků z externího zdroje světla. Mikroskopy využívající jiný princip zobrazování jsou označovány příslušným přívlastkem, například fluorescenční mikroskop, elektronový mikroskop (transmisní nebo rastrovací) a další typy.

## Historie
První složené optické mikroskopy, tj. takové, které již měly objektiv a okulár, se objevily v Evropě kolem roku 1620. Není jisté, kdo mikroskop vynalezl, možných kandidátů je celá řada, například Hans Lippershey, který požádal o první patent na dalekohled v roce 1608, Cornelis Drebbel, který údajně předváděl mikroskop v Londýně v roce 1619, nebo Galileo Galilei, který viděl Drebellův mikroskop vystavený v Římě v roce 1624 a o rok později předvedl svou vylepšenou verzi. Dlouho tradované přesvědčení, že první mikroskop sestavil již v roce 1590 Zacharias Janssen je postaveno výhradně na svědectví jeho syna, které však poskytl až dlouho po Zachariasově smrti; jeho svědectví je z řady důvodů pochybné.
Velmi jednoduchý a výkonný mikroskop  sestavil v roce 1676 holandský obchodník a vědec Antoni van Leeuwenhoek, jehož práce patřily k vrcholům mikroskopického pozorování 17. století. Jeho přístroj obsahoval pouze jedinou miniaturní čočku, přesněji skleněnou kuličku, dosahoval však až 300násobného zvětšení, což bylo o řád více než složené mikroskopy té doby. Tato hodnota byla překonána až o více než sto let později.
Významným přelomem v rozvoji mikroskopie bylo dílo britského geologa Roberta Hooka Micrographia vydané v Londýně, v němž popsal v roce 1665 konstrukci mikroskopu s odděleným objektivem, okulárem a osvětlovacím zařízením. Kromě toho v něm bylo obsaženo mnoho zobrazení získaných pomocí mikroskopů, čímž byly poprvé doloženy možnosti přístroje ve vědeckém výzkumu.
Jako první zahájila sériovou výrobu mikroskopů firma Carl Zeiss v roce 1847.

## Popis mikroskopu

Schéma optického mikroskopu

Běžný optický mikroskop se skládá z takzvané optické části, která zajišťuje vznik a promítání obrazu, a mechanické části, která chrání optickou část a tvoří tělo mikroskopu.
Mechanická část se skládá ze stativu, který drží tělo mikroskopu, a stolku. Součástí stativu může být také osvětlení, poté makro- a mikrošroub sloužící k ostření na preparát. Stolek může být buď křížový, kdy pohybujeme pomocí šroubů preparátem ve dvou osách, nebo kulatý, určený pro posazení Petriho misek. Na stolcích bývají zvýrazněné souřadnice pro lepší práci s preparátem. Pod stolkem pak u lepších mikroskopů bývá umístěn nosič kondenzoru. Poslední částí je hlavice, pokud je u mikroskopu možnost měnit objektivy různých zvětšení, pak je na ní umístěný takzvaný revolverový nosič objektivů.
Optická část je složena z objektivu, který vytváří zvětšený obraz pozorovaného objektu, okuláru, kterým je pozorován obraz vytvořený objektivem, a osvětlení. Podle typu mikroskopu může být součástí optické části i polní clona, kondenzor, sběrná čočka a přídavné filtry (polarizační apod.).

## Optická soustava

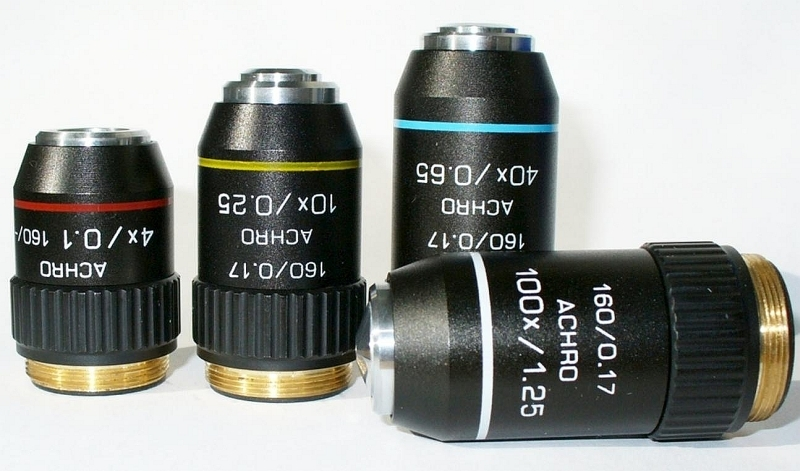
Sada objektivů s různým zvětšením

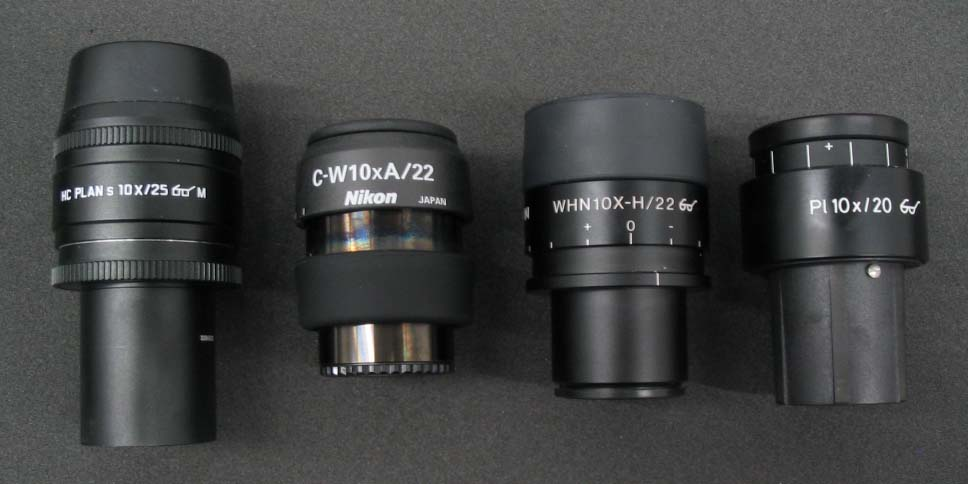
Okuláry různých výrobců

Grafická konstrukce optického zobrazení mikroskopem.

Základem mikroskopu jsou soustavy čoček, které tvoří objektiv a okulár. Okuláry a objektivy jsou obvykle výměnné s různým zvětšením – výhodnější je kombinace většího zvětšení u objektivu, kde se obraz tvoří, a menšího u okuláru. V oblasti okulárové clony pak může být zabudován průhledný skleněný disk například s měřítkem nebo čtvercovou sítí určený například k lepšímu počítání sledovaných objektů.
Jednoduchý mikroskop je složen ze dvou spojných soustav čoček, které mají společnou optickou osu. Část mikroskopu směřující k pozorovanému předmětu, se nazývá objektiv; má malou ohniskovou vzdálenost (řádově v milimetrech). Pozorovaný předmět se umisťuje blízko před předmětové ohnisko objektivu (do dvojnásobku ohniskové vzdálenosti), objektiv proto vytváří skutečný, zvětšený a převrácený obraz. Tento obraz se promítá mezi druhou částí mikroskopu, tzv. okulárem, a jeho předmětovým ohniskem.
Vzniklý obraz pak pozorujeme okulárem podobně jako lupou, čímž získáváme další zvětšení. Ohnisková vzdálenost okuláru se pohybuje v řádech centimetrů. Obrazové ohnisko objektivu a předmětové ohnisko okuláru nesplývají, ale jsou od sebe vzdáleny o hodnotu optického intervalu, jehož velikost se u vyráběných mikroskopů pohybuje obvykle mezi 15 cm a 20 cm.

### Zvětšení
Pro zvětšení optického mikroskopu platí vztah
{\displaystyle Z=Z_{ob}\cdot Z_{ok}={\frac {\Delta }{f_{ob}}}\cdot {\frac {250}{f_{ok}}}}
Kde:
- {\displaystyle Z} - Zvětšení mikroskopu
- {\displaystyle Z_{ob}} - Zvětšení objektivu
- {\displaystyle Z_{ok}} - Zvětšení okuláru
- {\displaystyle \Delta } - Optický interval (= vzdálenost ohnisek objektivu a okuláru)
- {\displaystyle f_{ob}} - Ohnisková vzdálenost objektivu (v mm)
- {\displaystyle f_{ok}} - Ohnisková vzdálenost okuláru (v mm)
- 250 - Konvenční zraková vzdálenost lidského oka (v mm)

Optickým mikroskopem se běžně dosahuje zvětšení 50× až 1000×. Maximální teoretické užitečné zvětšení je asi 2000× u speciálních mikroskopů a to již naráží na fyzikální bariéry dané vlnovou délkou použitého světla, které neumožňují zobrazit menší detaily než asi 200 nm. Větší zvětšení by už nevedlo k vyššímu rozlišení obrazu.

## Druhy optických mikroskopů
Existuje několik druhů optických mikroskopů využívajících různé vlastnosti světla.

### Klasické mikroskopy
Nejznámější a nejběžnější jsou klasické světelné mikroskopy, které využívají obvykle bílé světlo ze zdroje (žárovka). Dělíme je na mikroskopy monokulární, binokulární (např. binokulární lupy) a trinokulární mikroskopy. Monokulární mikroskopy mají jeden okulár. Binokulární mikroskopy mají dva okuláry, jsou vybaveny tzv. binokulární hlavicí – tj. hlavicí mající dva okulárové tubusy. Do každého okuláru pak odchází jeden svazek paprsků a můžeme se pohodlně dívat oběma očima. Existuje i takzvaný trinokulární mikroskop, kdy dva tubusy jsou určené pro pozorování očima a třetí slouží k připojení fotoaparátu nebo kamery.

### Stereomikroskop
Stereomikroskop neboli binokulární lupa či binolupa se na rozdíl od binokulárního mikroskopu (v němž je dvěma okuláry pozorován obraz vytvořený jedním objektivem) skládá ze dvou kompletních mikroskopů, každý pro jedno oko. Oba mikroskopy jsou zostřeny do jednoho bodu a vytvářejí tak trojrozměrný (3D) obraz. Stereomikroskop nedosahuje tak velkého zvětšení (obvykle do 100× zvětšení), ale poskytuje velký pracovní prostor. Je také nazýván preparační mikroskop, neboť dovoluje přímou práci s preparátem pod objektivem a často je také vybaven hranolem, který převrací obraz vytvořený v těle mikroskopu (tedy že výsledný obraz nevidíme převráceně). Binolupa nasvěcuje preparát seshora, což umožňuje pozorovat neprůhledné objekty (oblíbené v entomologii a jiných oborech).

### Polarizační mikroskop
Speciální verzí světelného mikroskopu je pak polarizační mikroskop, kdy dochází k polarizování procházejícího světla za účelem sledování dvojlomných látek, např. krystalů. Další je také fluorescenční mikroskop, který opět pomocí soustavy filtrů propouští pouze část světla nutnou k vyvolání fluorescence. Takovýto postup se využívá například k identifikaci organických látek v horninách.

### Konfokální mikroskop
Tzv. konfokální mikroskopy schopné zaostřit na úzkou optickou rovinu používají obvykle jako zdroj světla lasery. Jiným typem mikroskopu je pak mikroskop elektronový, který místo světla (proudu fotonů) využívá proud elektronů.

### Papírový mikroskop
Americký biofyzik indického původu Manu Prakash, který působí na Stanfordově univerzitě, a jeho student Jim Cybulski vyvinuli v roce 2010 extrémně levný mikroskop vyrobený, kromě několika optických a elektronických prvků, kompletně z tvrdého papíru. Přístroj dostal název Foldscope.  Materiálové náklady papírového mikroskopu (včetně optiky a elektroniky) se pohybují kolem jednoho dolaru (asi 25 Kč). Prakash (v koordinaci s dalšími) jimi plánoval vybavit laboratoře a ordinace rozvojových zemí. Do roku 2023 byly distribuovány dva miliony těchto mikroskopů a byly vyvinuty dvě novější verze: Foldscope Mini a Foldscope 2,0. Kromě toho lze Foldscope zakoupit za cenu od zhruba dvou dolarů za kus (při větším počtu).

## Jiné druhy mikroskopů

Přehled schémat různých typů mikroskopů: optický mikroskop, transmisní elektronový mikroskop (TEM), rastrovací elektronový mikroskop (SEM), mikroskopie atomárních sil (AFM), řádkovací tunelový mikroskop (STM) a optická skenovací mikroskopie v blízkém poli (SNOM)

V průběhu 20. století byla vyvinuta řada nových zobrazovacích metod:
- elektronové mikroskopy
  - TEM - transmisní elektronový mikroskop
  - SEM - rastrovací elektronový mikroskop
- FRET (fluorescence resonance energy transfer) mikroskopie
- TIRF (total internal reflection fluorescence) mikroskopie
- AFM (atomic force microscopy)
- SICM (scanning ion conductance microscopy) mikroskopie
- STED (stimulated emission depletion) mikroskopie

Některé z uvedených metod umožňují pozorovat menší detaily než optické mikroskopy (limitované vlastnostmi světla na zhruba 200 nm). Jiné umožňují pozorovat jevy optickým mikroskopem nezachytitelné.